# Interruptor

O interruptor é um dispositivo simples criado pelo médico Golding Bird, aproximadamente na década de 1840, utilizado na abertura de circuitos elétricos em redes, tomadas e entradas de aparelhos eletrônicos, basicamente na maioria das situações que envolvem o ligamento ou desligamento de energia elétrica.

## História
O médico Golding Bird (1814-1854) havia criado primeiramente um interruptor para si mesmo, utilizado para aplicar eletrochoques nos pacientes a partir de uma célula voltaica por uma bobina de indução. A ideia veio das dificuldades da utilização dos interruptores mecânicos, que ocupavam as mãos do médico em uma rotação manual de uma roda dentada, ou o faziam precisar de um assistente para o trabalho. Com a invenção desse dispositivo, Bird visava a libertação das mãos do médico na utilização de interruptores, um grande auxílio na época.

## Tipos de interruptores
- Botão de pressão – um dispositivo que é acionado através do pressionar de um botão, gerando alterações de contato.
- Comutador de escada - interruptor que permite ligar e desligar uma lâmpada a partir de dois pontos distintos.